# Ceresole Reale
Ceresole Reale is een gemeente in de Italiaanse provincie Turijn (regio Piëmont) en telt 161 inwoners (31-12-2004). De oppervlakte bedraagt 100,0 km², de bevolkingsdichtheid is 2 inwoners per km².

## Demografie
Ceresole Reale telt ongeveer 97 huishoudens. Het aantal inwoners daalde in de periode 1991-2001 met 4,2% volgens cijfers uit de tienjaarlijkse volkstellingen van ISTAT.
| Jaar | Inwoneraantal |
| ---- | ------------- |
| 1991 | 167           |
| 2001 | 160           |

## Geografie
Ceresole Reale grenst aan de volgende gemeenten: Bonneval-sur-Arc (FR-73), Groscavallo, Noasca, Rhêmes-Notre-Dame (AO), Val-d'Isère (FR-73), Valsavarenche (AO).

## Sport
Ceresole Reale was één keer aankomstplaats van een etappe in de wielerkoers Ronde van Italie. In 2019 lag de eindstreep na de beklimming van de Colle del Nivolet bij het Lago Serrù. Ritwinnaar was de Rus Ilnur Zakarin.
1. ↑  https://demo.istat.it/?l=it.